# Lijst van Eerste Kamerleden 1952-1955
Lijst van Eerste Kamerleden 1952-1955 geeft een overzicht van de leden van de Nederlandse Eerste Kamer in de periode tussen de verkiezingen van 1952 en de verkiezingen van 1955. De zittingsperiode van de Eerste Kamer ging in op 15 juli 1952 en eindigde op 20 september 1955. 
De Eerste Kamer telde 50 leden, gekozen door de leden van Provinciale Staten in de elf provincies. Eerste Kamerleden werden gekozen voor een termijn van zes jaar; om de drie jaar werd de helft van de Eerste Kamer vernieuwd.
| Naam                          | politieke partij                        | KG  | begindatum       | einddatum         | refs   |
| ----------------------------- | --------------------------------------- | --- | ---------------- | ----------------- | ------ |
| Hendrik Algra                 | Anti-Revolutionaire Partij              | III | 15 juli 1952     | 20 september 1955 | [ 1 ]  |
| Anne Anema                    | Anti-Revolutionaire Partij              | IV  | 15 juli 1952     | 02-07-1956 [ d ]  | [ 2 ]  |
| Leo Beaufort                  | Katholieke Volkspartij                  | II  | 15 juli 1952     | 02-07-1956 [ d ]  | [ 3 ]  |
| Jaap Brandenburg              | Communistische Partij Nederland         | III | 15 juli 1952     | 20 september 1955 | [ 4 ]  |
| Adrianus de Bruijn            | Katholieke Volkspartij                  | I   | 15 juli 1952     | 2 september 1952  | [ 5 ]  |
| George Cammelbeeck            | Partij van de Arbeid                    | I   | 15 juli 1952     | 20 september 1955 | [ 6 ]  |
| Jo Derksen                    | Katholieke Volkspartij                  | III | 15 juli 1952     | 20 september 1955 | [ 7 ]  |
| Isaäc Diepenhorst             | Anti-Revolutionaire Partij              | I   | 15 juli 1952     | 20 september 1955 | [ 8 ]  |
| Hugo de Dreu                  | Partij van de Arbeid                    | IV  | 15 juli 1952     | 02-07-1956 [ d ]  | [ 9 ]  |
| Carel Gerretson               | Christelijk-Historische Unie            | IV  | 15 juli 1952     | 02-07-1956 [ d ]  | [ 10 ] |
| Cor Geugjes                   | Communistische Partij Nederland         | IV  | 15 juli 1952     | 02-07-1956 [ d ]  | [ 11 ] |
| Arie de Goeij                 | Katholieke Volkspartij                  | I   | 3 maart 1953     | 15 juni 1954      | [ 12 ] |
| Herman Hellema                | Anti-Revolutionaire Partij              | III | 15 juli 1952     | 20 september 1955 | [ 13 ] |
| Mattheüs van der Himst        | Katholieke Volkspartij                  | I   | 21 oktober 1952  | 20 september 1955 | [ 14 ] |
| Jan Hoogland                  | Partij van de Arbeid                    | IV  | 15 juli 1952     | 02-07-1956 [ d ]  | [ 15 ] |
| Jan Jonkman                   | Partij van de Arbeid                    | II  | 15 juli 1952     | 02-07-1956 [ d ]  | [ 16 ] |
| Paul Kapteyn                  | Partij van de Arbeid                    | IV  | 15 juli 1952     | 02-07-1956 [ d ]  | [ 17 ] |
| Gualthérus Kolff              | Christelijk-Historische Unie            | II  | 15 juli 1952     | 02-07-1956 [ d ]  | [ 18 ] |
| Evert Kraaijvanger            | Katholieke Volkspartij                  | IV  | 15 juli 1952     | 02-07-1956 [ d ]  | [ 19 ] |
| Jacob Kramer                  | Partij van de Arbeid                    | I   | 15 juli 1952     | 20 september 1955 | [ 20 ] |
| Cor Kropman                   | Katholieke Volkspartij                  | III | 15 juli 1952     | 20 september 1955 | [ 21 ] |
| Harry van Lieshout            | Katholieke Volkspartij                  | I   | 15 juli 1952     | 20 september 1955 | [ 22 ] |
| Herman Louwes                 | Volkspartij voor Vrijheid en Democratie | II  | 15 juli 1952     | 02-07-1956 [ d ]  | [ 23 ] |
| Gérard Mertens                | Katholieke Volkspartij                  | I   | 15 juli 1952     | 20 september 1955 | [ 24 ] |
| Anthonie Molenaar             | Volkspartij voor Vrijheid en Democratie | IV  | 15 juli 1952     | 02-07-1956 [ d ]  | [ 25 ] |
| Herman Nijkamp                | Katholieke Volkspartij                  | II  | 15 juli 1952     | 02-07-1956 [ d ]  | [ 26 ] |
| Henk Oosterhuis               | Partij van de Arbeid                    | II  | 15 juli 1952     | 02-07-1956 [ d ]  | [ 27 ] |
| Rommert Pollema               | Christelijk-Historische Unie            | III | 15 juli 1952     | 20 september 1955 | [ 28 ] |
| Louis Regout                  | Katholieke Volkspartij                  | I   | 15 juli 1952     | 20 september 1955 | [ 29 ] |
| Johannes Reijers              | Christelijk-Historische Unie            | I   | 15 juli 1952     | 20 september 1955 | [ 30 ] |
| Willem Rip                    | Anti-Revolutionaire Partij              | II  | 15 juli 1952     | 02-07-1956 [ d ]  | [ 31 ] |
| Alphons Roebroek              | Katholieke Volkspartij                  | IV  | 15 juli 1952     | 02-07-1956 [ d ]  | [ 32 ] |
| Gustave Ruijs de Beerenbrouck | Katholieke Volkspartij                  | I   | 15 juli 1952     | 20 september 1955 | [ 33 ] |
| Maan Sassen                   | Katholieke Volkspartij                  | II  | 15 juli 1952     | 02-07-1956 [ d ]  | [ 34 ] |
| Wim Schermerhorn              | Partij van de Arbeid                    | III | 15 juli 1952     | 20 september 1955 | [ 35 ] |
| Jan Schipper                  | Anti-Revolutionaire Partij              | IV  | 15 juli 1952     | 02-07-1956 [ d ]  | [ 36 ] |
| Nico Schuurmans               | Katholieke Volkspartij                  | I   | 17 februari 1953 | 20 september 1955 | [ 37 ] |
| Alphonse Steinkühler          | Katholieke Volkspartij                  | I   | 15 juli 1952     | 10 november 1952  | [ 38 ] |
| Frans Teulings                | Katholieke Volkspartij                  | I   | 15 juli 1952     | 20 september 1955 | [ 39 ] |
| Jan van Tilburg               | Partij van de Arbeid                    | III | 15 juli 1952     | 20 september 1955 | [ 40 ] |
| Jetze Tjalma                  | Anti-Revolutionaire Partij              | II  | 15 juli 1952     | 02-07-1956 [ d ]  | [ 41 ] |
| Martina Tjeenk Willink        | Partij van de Arbeid                    | III | 15 juli 1952     | 20 september 1955 | [ 42 ] |
| Joris in 't Veld              | Partij van de Arbeid                    | IV  | 15 juli 1952     | 02-07-1956 [ d ]  | [ 43 ] |
| Huub van Velthoven            | Katholieke Volkspartij                  | I   | 15 juli 1952     | 20 september 1955 | [ 44 ] |
| Harrie Verheij                | Katholieke Volkspartij                  | I   | 15 juli 1952     | 3 januari 1953    | [ 45 ] |
| Harrie Verheij                | Katholieke Volkspartij                  | I   | 6 juli 1954      | 20 september 1955 | [ 45 ] |
| Hilda Verwey-Jonker           | Partij van de Arbeid                    | II  | 23 november 1954 | 02-07-1956 [ d ]  | [ 46 ] |
| Gerrit Vixseboxse             | Christelijk-Historische Unie            | II  | 15 juli 1952     | 02-07-1956 [ d ]  | [ 47 ] |
| Reint de Vos van Steenwijk    | Volkspartij voor Vrijheid en Democratie | II  | 15 juli 1952     | 02-07-1956 [ d ]  | [ 48 ] |
| Gerard van Walsum             | Partij van de Arbeid                    | III | 29 juli 1952     | 20 september 1955 | [ 49 ] |
| Willem Wendelaar              | Volkspartij voor Vrijheid en Democratie | III | 15 juli 1952     | 20 september 1955 | [ 50 ] |
| Floor Wibaut                  | Partij van de Arbeid                    | II  | 15 juli 1952     | 02-07-1956 [ d ]  | [ 51 ] |
| Petrus Witteman               | Katholieke Volkspartij                  | III | 15 juli 1952     | 20 september 1955 | [ 52 ] |
| Kees Woudenberg               | Partij van de Arbeid                    | II  | 15 juli 1952     | 16 oktober 1954   | [ 53 ] |
| Johannes de Zwaan             | Christelijk-Historische Unie            | IV  | 15 juli 1952     | 02-07-1956 [ d ]  | [ 54 ] |